# Việt Nam năm 2019
Dưới đây là sự kiện trong năm tại Việt Nam 2019.

## Đương nhiệm
| Ảnh           | Vị trí            | Tên                 |
| ------------- | ----------------- | ------------------- |
|               | Tổng bí thư       | Nguyễn Phú Trọng    |
| Chủ tịch nước |                   | Nguyễn Phú Trọng    |
|               | Thủ tướng         | Nguyễn Xuân Phúc    |
|               | Chủ tịch Quốc hội | Nguyễn Thị Kim Ngân |

## Sự kiện

### Diễn ra trong năm
- Đợt sắp xếp, sáp nhập đơn vị hành chính tại Việt Nam 2019–2021

### Tháng 2
- 27 tháng 2: Việt Nam tổ chức Hội nghị thượng đỉnh Triều Tiên-Hoa Kỳ.

### Tháng 3
- 20 tháng 3: Chùa Ba Vàng bị lãnh đạo thành phố Uông Bí và một các cơ sở ngành tỉnh Quảng Ninh sau khi loạt bài điều tra đăng trên báo Lao động đưa thông tin về việc chùa này tổ chức truyền bá "vong báo oán" và "giải nghiệp" để thu lãi hàng trăm tỷ đồng mỗi năm, để được giải nghiệp, các cá nhân phải cúng cho chùa vài triệu đến vài chục triệu đồng thông qua hình thức công đức.[1]

### Tháng 2
- 16 tháng 2: Siêu cúp Bóng đá Quốc gia 2018 tổ chức tại Hà Nội, câu lạc bộ bóng đá Hà Nội lần thứ 2 giành chức vô địch.

### Tháng 4
- 1 tháng 4: Tổng điều tra dân số và nhà ở năm 2019.

### Tháng 8
- 3 tháng 8: Chung kết Hoa hậu Thế giới Việt Nam 2019 tổ chức tại Đà Nẵng, Lương Thùy Linh giành chiến thắng trong cuộc thi này.

### Tháng 9
- 15 tháng 9: Chung kết Đường lên đỉnh Olympia năm thứ 19.
- 25 tháng 9: Chung kết Mister Vietnam 2019 tổ chức tại Bà Rịa – Vũng Tàu, Phạm Đình Lĩnh và Phạm Minh Quyền giành chiến thắng trong cuộc thi này.

### Tháng 12
- 7 tháng 12: Chung kết Hoa hậu Hoàn vũ Việt Nam 2019 tổ chức tại Khánh Hòa, Nguyễn Trần Khánh Vân giành chiến thắng trong cuộc thi này.
- 28 tháng 12: Tòa án nhân dân thành phố Hà Nội xét xử sơ thẩm vụ án MobiFone mua AVG và tuyên án phạt 14 tội phạm.

## Thể thao
- Giải bóng đá nữ vô địch U19 quốc gia 2019
- Giải bóng đá bãi biển vô địch quốc gia 2019
- Cúp BTV 2019
- Giải bóng đá Hạng Nhất Quốc gia 2019
- Giải bóng đá Vô địch Quốc gia 2019
- Siêu cúp Bóng đá Quốc gia 2018
- Siêu cúp Bóng đá Quốc gia 2019
- Giải bóng đá Cúp Quốc gia 2019
- Giải bóng đá Hạng Ba Quốc gia 2019
- Giải bóng đá Hạng Nhì Quốc gia 2019
- Giải bóng đá nữ Cúp Quốc gia 2019
- Giải bóng đá nữ Vô địch Quốc gia 2019
- Giải bóng đá trong nhà cúp quốc gia 2019
- Giải bóng đá trong nhà vô địch quốc gia 2019
- Giải bóng đá U19 Quốc tế báo Thanh niên 2019
- Giải bóng đá U21 Quốc tế báo Thanh niên 2019
- Giải bóng đá Vô địch U-17 Quốc gia 2019
- Giải bóng đá Vô địch U-19 Quốc gia 2019
- Giải bóng đá Vô địch U-21 Quốc gia 2019
- Cuộc đua xe đạp tranh Cúp truyền hình Thành phố Hồ Chí Minh 2019
- Việt Nam tại Đại hội Thể thao Đông Nam Á 2019
- Giải bóng chuyền nữ quốc tế cúp  VTV9 - Bình Điền 2019
- Giải bóng chuyền nữ quốc tế VTV Cup 2019

## Sinh
- 7 tháng 6: Trúc Nhi và Diệu Nhi song sinh dính liền, tách thành công năm 2020.[2]

## Mất

### Tháng 1

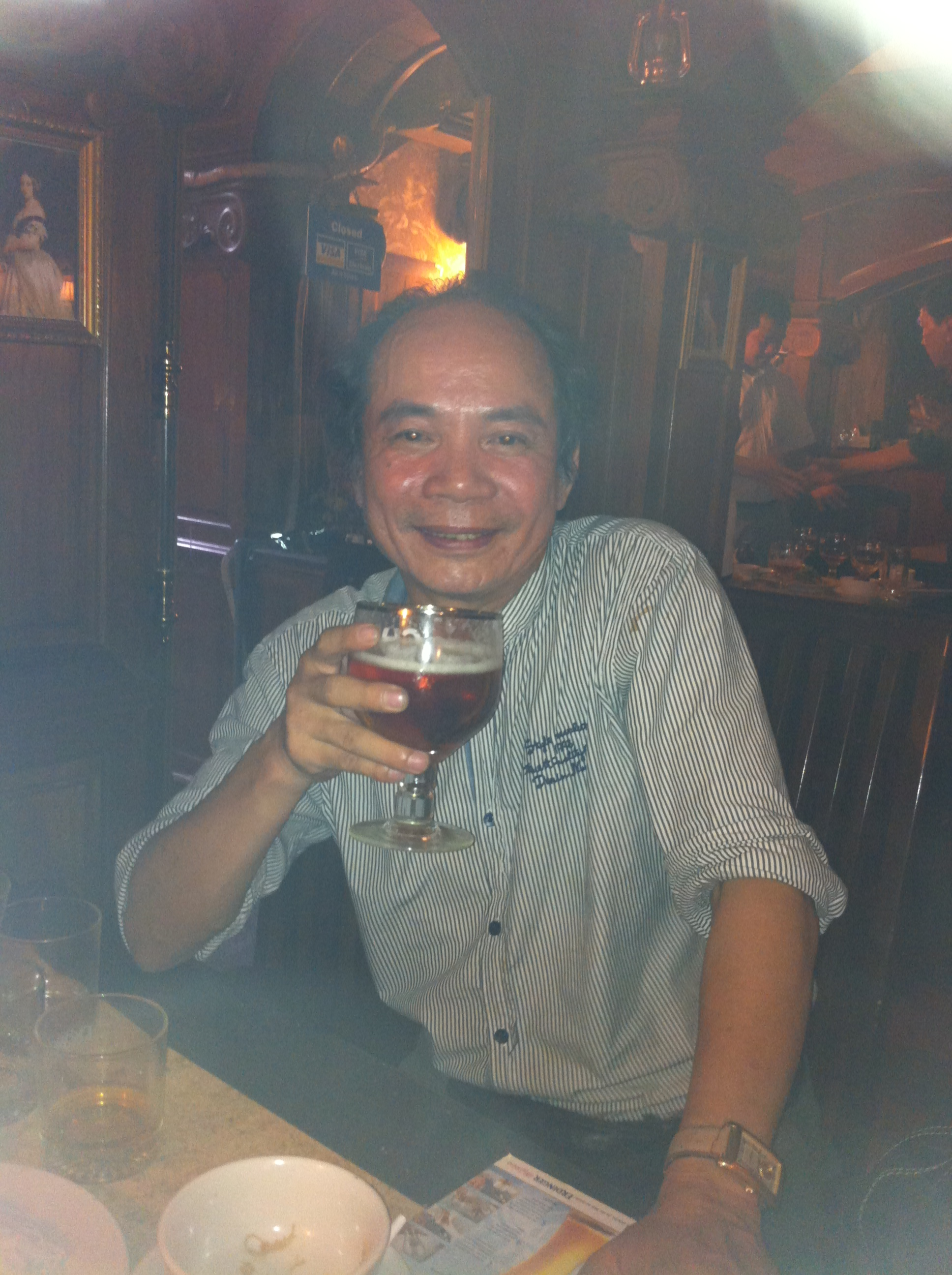
Nguyễn Trọng Tạo
(1947 – 2019)

- 3 tháng 1: Đặng Trần Thức, 75, đạo diễn
- 7 tháng 1: 
  - Nguyễn Trọng Tạo, 71, nhà thơ, nhạc sỹ
  - Mạnh Tràng, 52-53, diễn viên hài và ông bầu sân khấu kịch
- 23 tháng 1: Nguyễn Văn Tâm, 77, chính trị gia
- 31 tháng 1: Nguyễn Đức Bình, 91, nhà lý luận chính trị

### Tháng 2
- 5 tháng 2: Nguyễn Kim Hằng, 63-64, cầu thủ bóng đá
- 8 tháng 2: Nguyễn Phúc Thanh, 74, chính trị gia

### Tháng 3
- 11 tháng 3: Hồ Việt, 73, chính trị gia
- 17 tháng 3
  - Nguyễn Hải Bằng, 86-87, sĩ quan
  - Doãn Tần, 71-72, ca sĩ
- 26 tháng 3: Ngô Thúc Lanh, 96, nhà toán học
- 28 tháng 3
  - Đặng Ngọc Truy, 89, tướng lĩnh Quân đội nhân dân Việt Nam
  - Lâm Võ Hoàng, 85, chuyên gia trong lĩnh vực ngân hàng

### Tháng 4

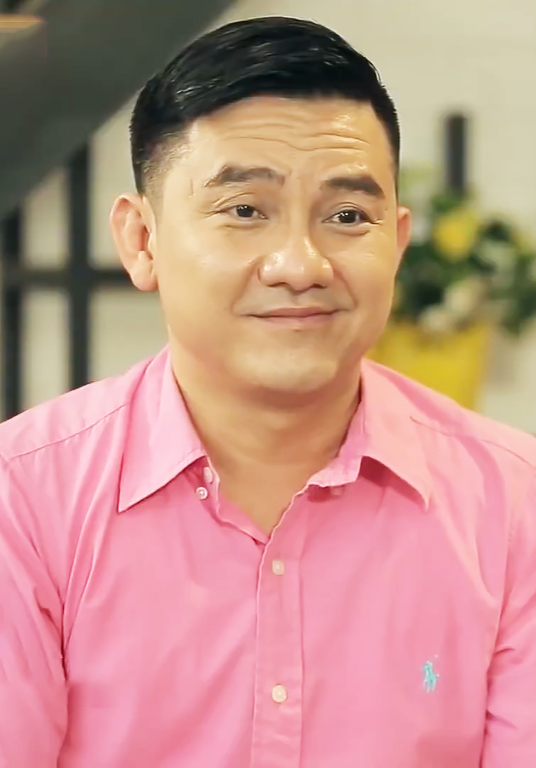
Anh Vũ
(1972 – 2019)

Lê Đức Anh
(1920 – 2019)

- 1 tháng 4: Anh Vũ, 46, nghệ sĩ hài và diễn viên điện ảnh
- 4 tháng 4: Đồng Sỹ Nguyên, 96, tướng lĩnh và chính trị gia
- 5 tháng 4: Lý Tống, 72, nhà hoạt động chính trị
- 18 tháng 4: Phan Hữu Dật, 90, nhà sử học
- 21 tháng 4: Nguyễn Phan Hách, 75, nhà thơ, nhà văn
- 22 tháng 4: Lê Đức Anh, 98, Ủy viên Bộ Chính trị, Chủ tịch nước Việt Nam thứ 4
- Không rõ ngày trong tháng 4: Nguyễn Ân, tướng lĩnh Quân đội Nhân dân Việt Nam (sinh 1927)

### Tháng 5
- 1 tháng 5: Lê Bình, 65, diễn viên

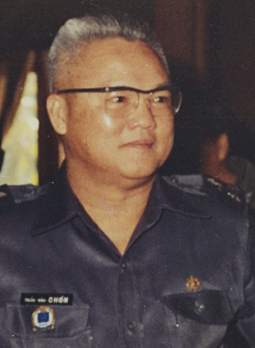
Trần Văn Chơn
(1920 – 2019)

- 2 tháng 5: Trần Văn Chơn, 98, tướng lĩnh Hải Quân của Quân lực Việt Nam Cộng hòa
- 7 tháng 5: Giang Châu, 66-67, nghệ sĩ cải lương, nổi tiếng với vai "Trùm Sò"
- 20 tháng 5
  - Nguyễn Quảng Tuân, 93, nhà thơ và nhà văn
  - Bùi Nam Hà, 94-95, tướng lĩnh Quân đội nhân dân Việt Nam

### Tháng 6
- 14 tháng 6: Phạm Ngọc Lan, 84, tướng lĩnh Quân đội nhân dân Việt Nam
- 26 tháng 6: Phạm Toàn, 86-87, nhà văn

### Tháng 7
- 14 tháng 7: Hoàng Tụy, 91, giáo sư và nhà toán học
- 17 tháng 7: Phan Vũ, 93-93, nhà thơ
- 18 tháng 7: Trần Bắc Hà, 62, doanh nhân
- Không rõ ngày trong tháng 7: Phạm Như Vưu, 98, sĩ quan

### Tháng 8
- 1 tháng 8: Nguyễn Hà Phan, 86, chính trị gia
- 6 tháng 8: Đỗ Đức Pháp, 77-78, sĩ quan Quân đội nhân dân Việt Nam
- 14 tháng 8: Nguyễn Nam Hưng, 85-86, Thiếu tướng Quân đội nhân dân Việt Nam
- 21 tháng 8: Nguyễn Tiến Sâm, 73, Thứ trưởng Bộ Giao thông Vận tải Việt Nam

### Tháng 9

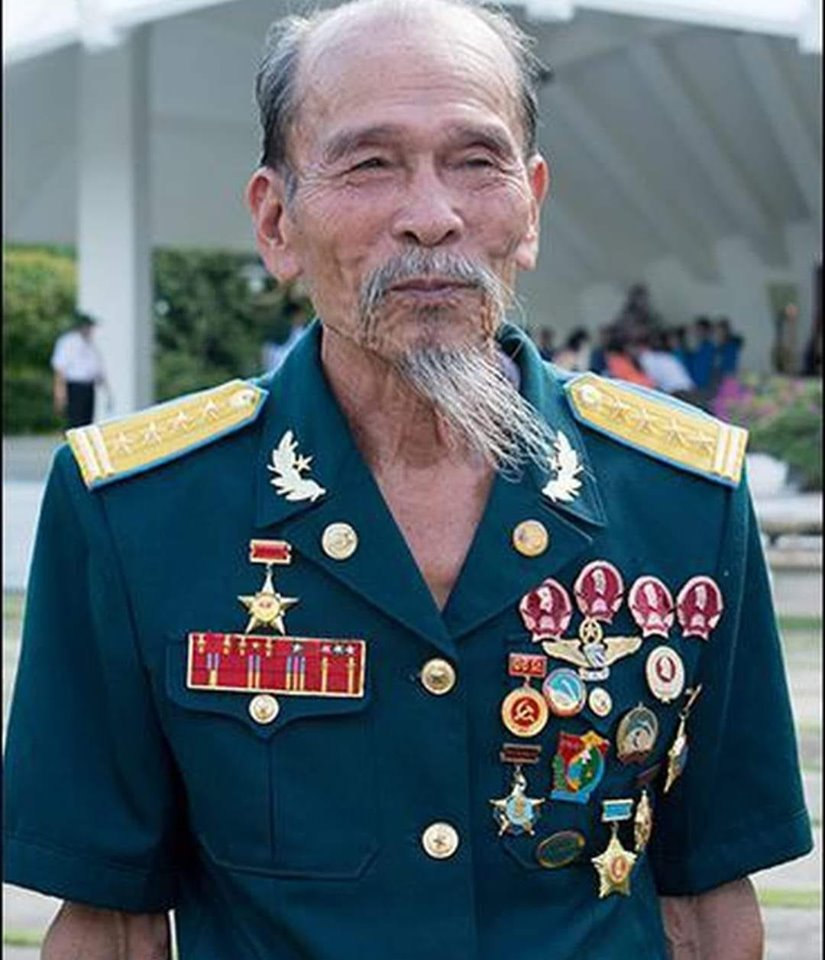
Nguyễn Văn Bảy
(1936 – 2019)

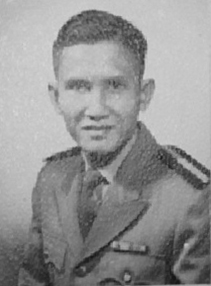
Nguyễn Hữu Hạnh
(1924 – 2019)

- 11 tháng 9: Trương Khánh Châu, 85, sĩ quan Quân đội nhân dân Việt Nam
- 22 tháng 9: Nguyễn Văn Bảy, 83, đại tá, anh hùng lực lượng vũ trang nhân dân
- 29 tháng 9:
  - Nguyễn Hữu Hạnh, 93, Chuẩn tướng, Phụ tá Tổng tham mưu trưởng Quân lực Việt Nam Cộng hòa
  - Thế Anh, 81, nghệ sĩ nhân dân

### Tháng 10

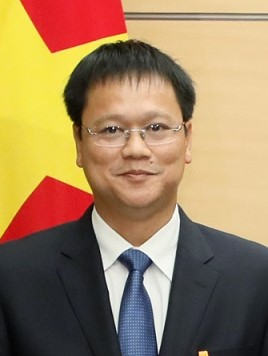
Lê Hải An
(1971 – 2019)

- 7 tháng 10: Du Tử Lê, 76-77, nhà thơ
- 17 tháng 10: Lê Hải An, 48, thứ trưởng Bộ Giáo dục và Đào tạo

### Tháng 11
- 1 tháng 11: Đặng Kinh, 97, tướng lĩnh Quân đội nhân dân Việt Nam
- 2 tháng 11: Hồ Văn Trung, 34-35, kỉ lục gia
- 8 tháng 11: Thích Trí Quang, 95, tu sĩ
- 27 tháng 11: Hà Văn Tấn, 82, nhà sử học

### Tháng 12
- 11 tháng 12: Phạm Duy Tất, 85, tướng lĩnh Việt Nam Cộng hòa
- 14 tháng 12: Nguyễn Bá Tòng, 72-73. thiếu tướng[3][4][5]
- 26 tháng 12
  - Nguyễn Văn Tý, 94, nhạc sĩ
  - Nguyễn Trọng Vĩnh, 103, đại sứ Việt Nam